# Оделл (Небраска)
Оделл (англ. Odell) — селище (англ. village) в США, в окрузі Ґейдж штату Небраска. Населення — 260 осіб (2020).

## Географія
Оделл розташований за координатами 40°3′1″ пн. ш. 96°48′6″ зх. д. / 40.05028° пн. ш. 96.80167° зх. д. (40.050377, -96.801673).  За даними Бюро перепису населення США в 2010 році селище мало площу 0,68 км², уся площа — суходіл.

## Демографія
Згідно з переписом 2010 року, у селищі мешкало 307 осіб у 133 домогосподарствах у складі 90 родин. Густота населення становила 451 особа/км².  Було 143 помешкання (210/км²).
Расовий склад населення:
| - 97,4 % — білих - 1,0 % — осіб інших рас |

До двох чи більше рас належало 1,6 %. Частка іспаномовних становила 0,0 % від усіх жителів.
За віковим діапазоном населення розподілялося таким чином: 26,4 % — особи молодші 18 років, 50,8 % — особи у віці 18—64 років, 22,8 % — особи у віці 65 років та старші. Медіана віку мешканця становила 44,6 року. На 100 осіб жіночої статі у селищі припадало 99,4 чоловіків;  на 100 жінок у віці від 18 років та старших — 86,8 чоловіків також старших 18 років.
Середній дохід на одне домашнє господарство  становив 52 873 долари США (медіана — 42 500), а середній дохід на одну сім'ю — 65 021 долар (медіана — 55 000). Медіана доходів становила 42 344 долари для чоловіків та 25 536 доларів для жінок. За межею бідності перебувало 8,9 % осіб, у тому числі 6,3 % дітей у віці до 18 років та 3,9 % осіб у віці 65 років та старших.
Цивільне працевлаштоване населення становило 146 осіб. Основні галузі зайнятості: освіта, охорона здоров'я та соціальна допомога — 23,3 %, виробництво — 18,5 %, мистецтво, розваги та відпочинок — 13,7 %.